# Gabriela (filme)
Gabriela é um filme brasileiro de 1983, do gênero romance, dirigido por Bruno Barreto e baseado no livro Gabriela, Cravo e Canela, de Jorge Amado.

## Sinopse
O cenário principal é a Bahia. Em 1925, uma retirante chamada Gabriela (Sônia Braga) chega a Ilhéus, fugindo de uma das maiores secas da história do Nordeste. Com sua beleza e sensualidade, ela conquista a todos os homens da cidade, especialmente Nacib (Marcello Mastroianni), o proprietário do bar mais popular da região. Gabriela vai trabalhar para Nacib e os dois iniciam um relacionamento que fica tão intenso que eles acabam por se casar. Porém, tudo muda quando Gabriela o trai com Tonico Bastos (Antônio Cantafora), o maior mulherengo e conquistador da cidade.
Paralelamente, um "coronel" vai ser julgado por ter matado sua mulher com o amante. Os outros "coronéis" acham que ele tem de ser inocentado, pois houve um forte motivo para o crime, mas os tempos mudaram e determinados conceitos do passado acabam por cair.

## Elenco
| Ator                    | Personagem                      |
| ----------------------- | ------------------------------- |
| Sônia Braga             | Gabriela da Silva               |
| Marcello Mastroianni    | Nacib al Saad                   |
| Antônio Cantafora       | Tonico Bastos                   |
| Paulo Goulart           | João Fulgêncio                  |
| Ricardo Petraglia       | Josué                           |
| Lutero Luís             | Manuel das Onças                |
| Tânia Boscoli           | Glória                          |
| Fernando Ramos da Silva | Tuísca                          |
| Nicole Puzzi            | Malvina Tavares                 |
| Flávio Galvão           | Mundinho Falcão                 |
| Jofre Soares            | Ramiro Bastos                   |
| Maurício do Valle       | Amâncio Leal                    |
| Nildo Parente           | Maurício Caires                 |
| Ivan Mesquita           | Melk Tavares                    |
| Luís Linhares           | Jesuíno Mendonça                |
| Émile Eddé              | Poeta Argileu                   |
| Antônio Pedro           | Doutor                          |
| Nélson Xavier           | Capitão                         |
| Nuno Leal Maia          | Rômulo                          |
| Cláudia Jimenez         | Dona Olga Bastos                |
| Chico Diaz              | Chico Moleza                    |
| Miriam Pires            | Mãe de Malvina                  |
| Zeni Pereira            | Dona Arminda                    |
| Íris Nascimento         | Empregada de Malvina            |
| Mônica Torres           | Bataclete 2                     |
| Laura Vasconcellos      | Amiga da Malvina                |
| Marcus Vinícius         | Fagundes                        |
| Paulo Pilla             | Príncipe                        |
| Lídia Maria Pia         | Anabela                         |
| Arminda Amorim          | Empregada de Glória             |
| Mário Tavares           | Jornalista                      |
| Lucy Mafra              | Dona Sinhazinha Guedes Mendonça |
| Alicides Martinelli     | Osmundo                         |
| Maria Zenaide           | Retirante                       |

## Produção
O filme, cuja história se baseia no livro de Jorge Amado Gabriela, Cravo e Canela, lançado em 1958, foi gravado em Paraty, no Rio de Janeiro e em Garopaba, em Santa Catarina.